# Station Nishinomiya
 Station Nishinomiya  (西宮駅, Nishinomiya-eki) is een spoorwegstation in de Japanse stad Nishinomiya, gelegen in de prefectuur Hyōgo. Het wordt aangedaan door de JR Kobe-lijn. Het station dient niet verward te worden met het gelijknamige station ten zuidwesten van dit station.

## Treindienst

### JR West
| 1 | ■ JR Kobe-lijn | Gereserveerd voor intercity's (新快速) richting Sannomiya en Himeji tijdens spitsuren            |
| 2 | ■ JR Kobe-lijn | richting Sannomiya en Himeji                                                                     |
| 3 | ■ JR Kobe-lijn | richting Amagasaki, Osaka en Kita-Shinchi                                                        |
| 4 | ■ JR Kobe-lijn | gereserveerd voor intercity's richting Amagasaki, Osaka en Kita-Shinchi tijdens de ochtendspits. |

## Geschiedenis
Het station werd in 1874 geopend aan de spoorlijn tussen Osaka en Kōbe. Het gebied rondom de Nishinomiya-schrijn was al sinds de Edoperiode een druk bezochte plek, wat de aanleg van een spoorlijn bespoedigde.
Op 18 maart 2007 werd een tweede JR-station geopend in de stad Nishinomiya, het station  Sakura-Shukugawa. De Japanse naam van het station Nishinomiya werd sindsdien gewijzigd van "西ノ宮駅" tot "西宮駅", wat overeenkomt met de spelling van de stad Nishinomiya. Men koos ervoor om 'ノ' (no) die tussen '西' (nishi) en '宮' (miya) geplaatst was, opdat men de naam niet als 'Nishimiya' uit zou spreken, te verwijderen.

## Overig openbaar vervoer
Er bevindt zich een busstation aan de zuidkant van het station.